# Ana de Mendoza de la Vega y Luna
Ana de Mendoza de la Vega y Luna (Medina de Rioseco, 1554- Guadalajara, 1633), VI duquesa del Infantado, grande de España.

## Biografía
Fue hija de Íñigo López de Mendoza. Se casó en primeras nupcias con Rodrigo de Mendoza, hermano de su padre para evitar pleitos sucesorios. Sólo dos hijas del matrimonio llegarían a la madurez. Su primogénita, Luisa de Mendoza, se casó con el segundo hijo del duque de Lerma, Francisco de Sandoval y Rojas; su hija María López de Mendoza se casó con García Álvarez de Toledo Osorio, III duque de Fernandina, después marqués de Villafranca.
Tras quedar viuda en 1587, en 1594 contrajo matrimonio con Juan Hurtado de Mendoza,  Mayordomo mayor de los Reyes  Felipe III y  Felipe IV y también Caballerizo mayor de este último, hijo del marqués de Mondéjar, Íñigo López de Mendoza. El  matrimonio tuvo dos hijas, María, fallecida a los 12 años, y Ana de Mendoza, que casó con Francisco Diego López de Zúñiga Guzmán Sotomayor y Mendoza, VII duque de Béjar.